# Karin Giegerich

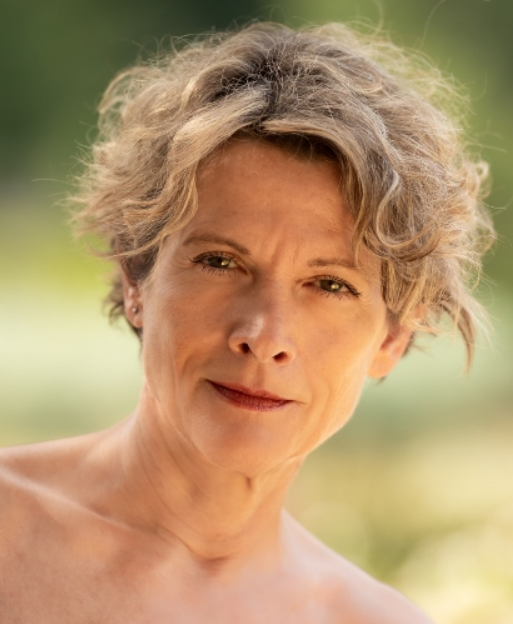
Karin Giegerich (2020)

Karin Giegerich (* 15. Mai 1963 in Sorengo, Kanton Tessin, Schweiz) ist eine deutsche Schauspielerin, die sowohl für das Theater als auch für den Film arbeitet.

## Leben
Karin Giegerich wurde als Tochter eines deutschen Diplomaten im italienischsprachigen Teil der Schweiz geboren. Sie wuchs zweisprachig mit Italienisch und Deutsch auf.
An der European School in Varese, Italien, legte sie ihr Abitur ab. Anschließend absolvierte sie ab 1982 eine Ausbildung zur Schauspielerin an der Accademia dei Filodrammatici in Mailand, die sie 1985 abschloss. Außerdem besuchte sie in Pontedera Theaterkurse bei Jerzy Grotowski und später bei Peter Brook. Sie spielte dann zunächst bei einigen experimentellen Theatergruppen. 1988 gründete sie ihre eigene Theatercompagnie Ideatrucco, mit der sie zwischen 1988 und 1991 mehrere eigene Produktionen zur Aufführung brachte, wobei sie in ihren Inszenierungen Improvisationstheater mit Tanz-Elementen verband. Sie trat in Mailand und Rom auf und arbeitete mit bekannten italienischen Regisseuren zusammen, unter anderem mit Giorgio Strehler am Piccolo Teatro di Milano, wo sie in Pirandellos Come tu mi vuoi und Goldonis La baruffe chiozzotte mitwirkte.
Ab 1994 verlagerte Giegerich ihre schauspielerische Tätigkeit verstärkt auf den deutschsprachigen Raum. Mit dem Film Großmutters Courage begann 1994 ihre Arbeit für das deutsche Fernsehen. In dem Sat.1-Mehrteiler Der König von St. Pauli von Dieter Wedel spielte sie 1996/1997 eine engagierte Journalistin.
Giegerich übernahm in der Folgezeit mehrere Serienhaupt-, Episoden- und Gastrollen in verschiedenen Fernsehserien; so war sie etwa als Klara Grund in Aus heiterem Himmel, als Kinderärztin Dr. Beatrice Sander in OP ruft Dr. Bruckner, als machtbesessene Katharina van der Looh in der ZDF-Fernsehserie Samt und Seide und als Gerichtsmedizinerin Dr. Angelika Meindl in mehreren Folgen von SOKO Wien zu sehen.
Das ZDF besetzte Giegerich 2008 in dem Fernsehfilm Hochzeit in Hardingsholm aus der Inga-Lindström-Fernsehreihe und 2009 in dem Fernsehfilm Zweiter Frühling nach einem Roman von Joanna Trollope.
Karin Giegerich stand auch in mehreren italienischen, französischen und internationalen Kino- und Fernsehproduktionen vor der Kamera. Sie lebt in Mailand und in Berlin.

## Filmografie (Auswahl)
- 1994: Großmutters Courage (Fernsehfilm)
- 1995: Zwischen Tag und Nacht (Fernsehserie)
- 1995: Inseln unter dem Wind (Fernsehserie)
- 1996: Zwei Brüder: Die Tochter (Fernsehserie)
- 1996–1997: Der König von St. Pauli (Fernsehserie)
- 1997: Dr. Stefan Frank – Der Arzt, dem die Frauen vertrauen: Der tödliche Biss (Fernsehserie)
- 1998–1999: Aus heiterem Himmel (Fernsehserie)
- 2000: Zwei Asse & ein König (Fernsehfilm)
- 2000–2001: OP ruft Dr. Bruckner (Fernsehserie)
- 2001: SOKO 5113: Unter Zwang (Fernsehserie)
- 2001: Die Wasserfälle von Slunj (Fernsehfilm)
- 2001: Sternzeichen
- 2001: Das Mädcheninternat – Deine Schreie wird niemand hören
- 2002: Polizeiruf 110 – Um Kopf und Kragen (Fernsehreihe)
- 2002: Sektion – Die Sprache der Toten (Fernsehfilm)
- 2002: Die achte Todsünde: Toskana-Karussell
- 2003: Mit Herz und Handschellen: Alpenklinik (Fernsehserie)
- 2003: Rufer der Wolf (Fernsehfilm)
- 2004: Sabine!: Von Vätern und Söhnen (Fernsehserie)
- 2004: Im Namen des Gesetzes: Die Schuldenfalle (Fernsehserie)
- 2004–2005: Samt und Seide (Fernsehserie)
- 2004: Fino a farti male
- 2005: Wolffs Revier: In eigener Sache (Fernsehserie)
- 2005: SOKO Leipzig: Schatzsuche (Fernsehserie)
- 2005: SOKO Wien (Fernsehserie)
- 2007: Verlassen (Fernsehfilm)
- 2007: Kripo Rhein-Main: Die Hoffnung stirbt zuletzt  (Fernsehserie)
- 2007: Siska: Spiel im Schatten (Fernsehserie)
- 2007: In aller Freundschaft: Einsam, zweisam, dreisam (Fernsehserie)
- 2008: Appuntamento a ora insolita
- 2008: Inga Lindström – Hochzeit in Hardingsholm (Fernsehreihe)
- 2008: Bella Block: Falsche Liebe (Fernsehreihe)
- 2008: Ein Fall für zwei: Erbarmungslose Rache (Fernsehserie)
- 2009: Tatort – Borowski und die heile Welt (Fernsehreihe)
- 2009: Joanna Trollope: Zweiter Frühling (Fernsehserie)
- 2009: Die Rosenheim-Cops: Der Tod aus dem All (Fernsehserie)
- 2009–2012: Klinik am Alex (Fernsehserie)
- 2010: SOKO Kitzbühel: Herzflimmern (Fernsehserie)
- 2010: Tatort – Im Netz der Lügen (Fernsehserie)
- 2010: Tatort – Tod auf dem Rhein (Fernsehserie)
- 2011: SOKO 5113: Das letzte Türchen (Fernsehserie)
- 2011: SOKO Wismar: Zurück in die Wirklichkeit (Fernsehserie)
- 2011: Countdown – Die Jagd beginnt: Suizid (Fernsehserie)
- 2012: Notruf Hafenkante: Das Testament (Fernsehserie)
- 2013: SOKO Leipzig: Graf Porno (Fernsehserie)
- 2013–2015: Lerchenberg (Fernsehserie)
- 2014: Inga Lindström – Sterne über Öland (Fernsehreihe)
- 2014: Herzensbrecher – Vater von vier Söhnen: Lost & Found (Fernsehserie)
- 2015: Der Staatsanwalt: Ein verführerisches Spiel (Fernsehserie)
- 2015: Tiere bis unters Dach: Welpenschutz (Fernsehserie)
- 2016: Zeit für Frühling (Fernsehreihe)
- 2016: In aller Freundschaft: Das Leben ist ein Wagnis (Fernsehserie)
- 2016: Die Eifelpraxis: Erste Hilfe aus Berlin (Fernsehreihe)
- 2017: SOKO Stuttgart: King of Vegan (Fernsehserie)
- 2017: WaPo Bodensee: Die Aussteigerin (Fernsehserie)
- 2019: Donna Leon – Ewige Jugend (Fernsehreihe)
- 2020: Wilsberg: Bielefeld 23 (Fernsehreihe)
- 2020: Die Kanzlei: Ohne Ausweg, Unauffindbar (Fernsehserie)
- 2020: Ein starkes Team: Scharfe Schnitte (Fernsehreihe)